# Symphlebia favillacea
Symphlebia favillacea är en fjärilsart som beskrevs av Rothschild 1909. Symphlebia favillacea ingår i släktet Symphlebia och familjen björnspinnare. Inga underarter finns listade i Catalogue of Life.